# تعذيب نفسي
التعذيب النفسي (بالإنجليزية: Psychological torture)‏ هو نوع من أنواع التعذيب الذي يعتمد بشكل رئيسي على التأثر النفسي أكثر من الجسدي. على الرغم من أن التعذيب النفسي لا يعتمد على العنف الجسدي، لكن هناك ترابط بين الاثنين، فكلاهما يستخدم بشكل مرتبط مع الآخر، وأحيانًا يمتزج الاثنان أثناء التعذيب حيث تنتج أضرار نفسية قد تستمر لمدة طويلة بسبب الألم والخوف الناتجان عن التعذيب الجسدي، والعكس صحيح.

## أساليب التعذيب النفسي
طرق التعذيب النفسي تستهدف أن تدمر الصورة الشخصية للضحية وذلك عن طريق إلغاء شعور الضحية بالتحكم ببيئته، مما يجعله بحالة من العجز والتراجع النفسي وشعور بالانعدام. كما توجدر طرق أخرى كالتعري بالإكراه وحلاقة الشعر والحرمان من النوم وتغطية الرأس وطرق حسية أخرى تجبر الضحية على أن يكون بوضع مجهد.
الإيهام بالإعدام هي طريقة ترعيب بحتة كما هو الحال في حالة التهديد فهي تقوم على نفس المبدأ.
وهناك طريقة تعذيب غير مباشرة، وهي ارغام الضحية على مشاهد تعذيب شخص آخر وغالبًا ما يكون شخص مقرب. وهذا يستهدف تعاطف وولاء الضحية للشريك، القريب، الصديق، أو رفيق في السلاح.. الخ، فالألم الشديد للشخص المقرب يزيد من معاناة الضحية المستهدفة نفسيًا، فيشعر بالذنب رغم أنه لا يتعرض للألم الجسدي.
حينما لا يترك التعذيب النفسي أي ضرر جسدي -ولهذا غالبًا يستخدم- فانه يترك نتيجة مماثلة من الضرر النفسي الدائم للضحية.
هناك من يقول ان أطباء وعلماء نفس هم من صمموا أو اشتركوا بابتكار بعض طرق التعذيب النفسي.
اتهمت الولايات المتحدة بالافراط باستخدام التعذيب النفسي وتقنياته في غوانتانامو وبعض المناطق الأخرى بعد احداث الحادي عشر من سبتمبر. كما اتهمت العديد من الدول بهذه التهمة منها إيران. في عام 1979 وجدت اللجنة الأوروبية لحقوق الإنسان حكومة المملكة المتحدة مذنبة بسبب تعذيبها نفسيًا لأشخاص من الجيش الجمهوري الأيرلندي اعتقلوا لأسباب سياسية.